# Lindendorf
Lindendorf település Németországban, azon belül Brandenburgban. Lakosainak száma 1376 fő (2023. december 31.). Lindendorf Lebus és Fichtenhöhe községekkel határos.

## Népesség
A település népességének változása:
| Lakosok száma | 1408 | 1348 | 1331 | 1340 | 1354 | 1376 |
|               | 2014 | 2017 | 2019 | 2021 | 2022 | 2023 |